# Санта-Круш-да-Грасіоза
Са́нта-Кру́ш-да-Грасіо́за (порт. Santa Cruz da Graciosa; МФА: [ˈsɐ̃.tɐ ˈkɾuʒ dɐ gɾɐ.si.ˈo.zɐ], Са́нта-Кру́ж-да-Грасіо́за) — муніципалітет і містечко в Португалії, в автономному регіоні Азорські острови. Розташований на острові Грасіоза в Атлантичному океані, на теренах історичної португальської провінції Азори. Належить до Ангрської діоцезії Католицької церкви в Португалії. Права міського самоврядування має з 1486 року. Поділяється на 4 парафії.  Площа муніципалітету — 60,66 км², населення муніципалітету — 4391 ос. (2011); густота населення — 72,39 осіб/км²
. Патрон — Святий Хрест. Святковий день муніципалітету — 1-й понеділок після 2-ї неділі серпня. Поштовий індекс — 9880.  Код місцевої адміністративної одиниці — 2018. Складова статистичного регіону Азори.

## Географія
Санта-Круш-да-Грасіоза розташована на Азорських островах в Атлантичному океані, на острові Грасіоза.

## Історія
1486 року португальський король Жуан II надав Санта-Крушу форал, яким визнав за поселенням статус містечка та муніципальні самоврядні права.

## Населення
| Кількість мешканців | Кількість мешканців | Кількість мешканців | Кількість мешканців | Кількість мешканців | Кількість мешканців | Кількість мешканців | Кількість мешканців | Кількість мешканців | Кількість мешканців | Кількість мешканців | Кількість мешканців | Кількість мешканців | Кількість мешканців | Кількість мешканців | Кількість мешканців |
| ------------------- | ------------------- | ------------------- | ------------------- | ------------------- | ------------------- | ------------------- | ------------------- | ------------------- | ------------------- | ------------------- | ------------------- | ------------------- | ------------------- | ------------------- | ------------------- |
| 1864                | 1878                | 1890                | 1900                | 1911                | 1920                | 1930                | 1940                | 1950                | 1960                | 1970                | 1981                | 1991                | 2001                | 2011                |                     |
| 8 718               | 8 445               | 8 440               | 8 359               | 7 603               | 7 477               | 8 470               | 9 191               | 9 617               | 8 669               | 7 420               | 5 377               | 5 189               | 4 780               | 4 391               |                     |